# 圣樊尚里沃多尔特
圣樊尚里沃多尔特（法語：Saint-Vincent-Rive-d'Olt，法語發音：[sɛ̃ vɛ̃sɑ̃ ʁiv dɔlt]）是法国洛特省的一个市镇，属于卡奥尔区。

## 地名
地名中的“Olt”即洛特河（Lot）的旧称。“Rive-d'Olt”意即为“洛特河岸”。

## 地理
圣樊尚里沃多尔特（44°27'55"N, 1°18'0"E）面积19.9 平方千米，位于法国奧克西塔尼大區洛特省，该省份为法国西南部内陆省份，北起顺时针与科雷兹省、康塔爾省、阿韦龙省、塔恩-加龙省、洛特-加龍省和多尔多涅省接壤。
与圣樊尚里沃多尔特接壤的市镇（或旧市镇、城区）包括：阿尔巴斯、康拜拉克、杜埃勒、吕泽什、帕尔纳克、普拉迪讷、特雷斯普拉谢勒。
圣樊尚里沃多尔特的时区为UTC+01:00、UTC+02:00（夏令时）。

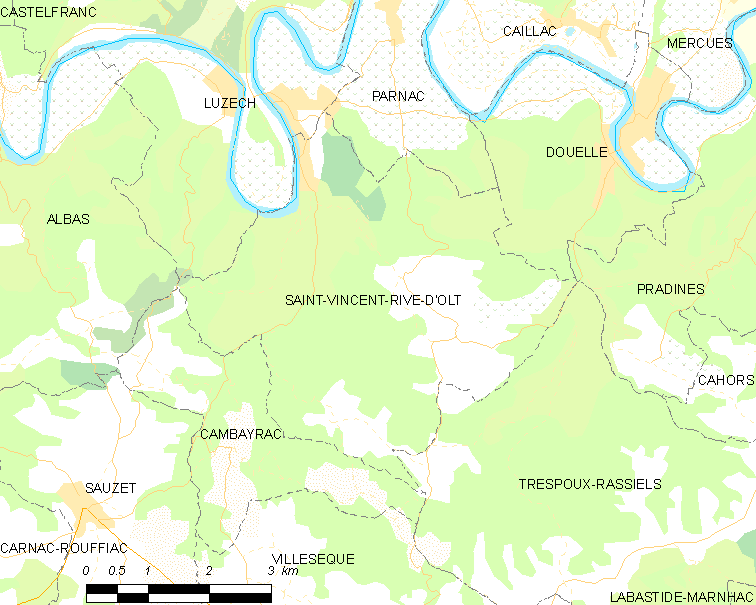
圣樊尚里沃多尔特的OSM定位图

## 行政
圣樊尚里沃多尔特的邮政编码为46140，INSEE市镇编码为46296。

## 政治
圣樊尚里沃多尔特所属的省级选区为吕泽什县。

## 人口

1962-2008年间圣樊尚里沃多尔特人口变化图示

圣樊尚里沃多尔特于2022年1月1日时的人口数量为432人。